# شباب بلوزداد
نادي الشباب الرياضي لبلوزداد، غالبًا ما يُعرَف باسم شباب بلوزداد، أو كما يعرف بين مشجعيه اختصارًا باسم السياربي، هو نادي كرة قدم جزائري مقره الجزائر العاصمة تأسس في حي لعقيبة الشعبي بتاريخ 15 يوليو من عام 1962، أي بعد استقلال الجزائر من الاستعمار الفرنسي بعشر أيام، نتيجة دمج نادي الوداد الرياضي لبلكور (المتأسس سنة 1947) مع نادي أتليتيك بلكور (المتأسس سنة 1950) وذلك بفكرة عدد من قدماء اللاعبين منهم يحيى سعدي.
يُعرَف الفريق بقميصه الأبيض الذي يتخلله شعار V الأحمر الرامز إلى الانتصار، ويشتهر مشجعوه في الجزائر بلقب «أبناء لعقيبة» (لعقيبة حيٌ تاريخيٌ في بلدية بلوزداد انطلقت منه مظاهرات 11 ديسمبر 1960 الشهيرة).
يشارك الفريق في الدوري الجزائري لكرة القدم منذ تأسيسه (سقط إلى الدرجة الثانية موسم 1987–1988)، وتُوّج بـ22 بطولة محلية، بما فيها الدوري عشر مرات، كأس الجمهورية تسع مرات، كأس السوبر مرتين، كأس الرابطة الوطنية مرة واحدة، وبذلك يعتبر النادي العاصمي أحد أكثر الأندية نجاحًا في كرة القدم الجزائرية من حيث عدد البطولات المحلية بجانب شبيبة القبائل ووفاق سطيف ومولودية الجزائر واتحاد الجزائر.
أما إقليميًا، فاز الفريق بـالكأس المغاربية للأندية البطلة ثلاث مرات.
أما قاريًا، يعتبر شباب بلوزداد أول نادٍ جزائريٍ شارك في مسابقةٍ قاريةٍ (كأس إفريقيا للأندية البطلة) موسم 1969–1970.
توج الشباب بطلًا للدوري موسم 1964–1965 بعد ثلاث سنواتٍ فقط من تأسيسه، ويعد أكثر نادٍ (بجانب مولودية وهران) مشاركةً في القسم الأول بواقع 58 موسمًا، فترة تخللها السقوط الوحيد إلى الدرجة الثانية موسم 1987–1988.
يستقبل الشباب منافسيه في ملعب 20 أوت 1955 بالعناصر، أو كما يلقبه الأنصار بـ«الكوزينة» (المطبخ) نظرًا لصغر سعة الملعب التي تتسع فقط لـ10,000 متفرج، ويشاركه في نفس الملعب نادي أولمبي العناصر.[بحاجة لمصدر]
بتاريخ 15 أكتوبر 2018، أصبح مجمع «مدار القابضة» المساهم الأكبر في رأس مال الشركة الرياضية ذات الأسهم CRB «أثليتيك»، بعد أن استحوذ على 67% من 75% من الأسهم التي يملكها النادي الرياضي الهاوي (CSA) الذي يترأسه السيد كريم شتوف. يرأس مجلس الإدارة السيد شرف الدين عمارة، الذي عين السيد توفيق قريشي مديرًا جديدًا للقطب التنافسي وناطقًا رسميًا للنادي خلفًا لسعيد عليق يوم 3 يناير 2020.
المدرب الحالي للفريق هو التونسي الكوكي نبيل، الذي تم تعيينه بتاريخ 13 يناير 2020 خلفًا لعبد القادر عمراني.

## تاريخ

### التأسيس

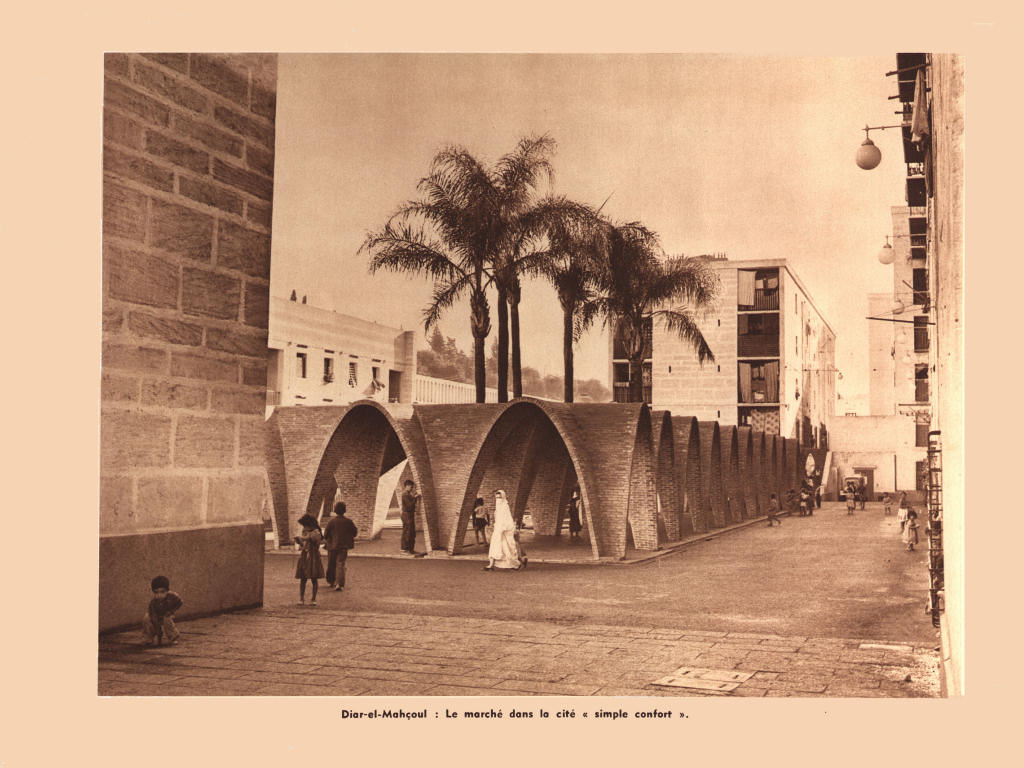
ديار المحصول

في نهاية شهر مارس 1962 وعلى مستوى مقهى متواجد في حي ديار المحصول بالمدنية والتي كان يرتادها «يحي سعدي» هذا الأخير إقترح على «مسعود مراد ورشيد بودربال» فكرة دمج كل من CAB وWRB أي الأتلتيك والوداد في فريق واحد
هذه الفكرة لقت إستحسان الثنائي ووافقوا عليها شرط أن يكون يحي السعدي مدربا للفريق، كما تكلف هذا الأخير بالاتصال بمسؤولي الوداد.[بحاجة لمصدر]
تم الاتفاق على تجسيد الفكرة بتاريخ 14 جويلية، إلا أنهم تفطنوا أن هذا التاريخ يصادف تاريخ العيد الوطني الفرنسي فقرروا تأجيلها بيوم واحد بتاريخ 15 جويلية على الساعة السادسة مساءا إلتقى الأعضاء المؤسسون على مستوى مقهى «سي شريف بوروبي» في حي لعقيبة العريق وحضر عن فريق الأتلتيك «مراد، بودربال، شعار، بن شريف، تركي، قاع، بوبكر قدور» وعن فريق الوداد حضر «بوغيدة، خميسة، شابري، بوخديمي، حمودة، الحاج كمال»[بحاجة لمصدر]، وكان «الحاج كمال» هو من إختار حرف C أول حرف من CAB وحرف R الذي يتوسط WRB وB الذي يرمز لبلكور و«بودربال» هو من إختار اللونين الأحمر والأبيض وعُيّن جلول بوغيدة كأول رئيس للشباب.[بحاجة لمصدر]

#### الأعضاء المؤسسون

امحمد يوسفي

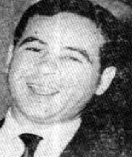
زبير بوعجاج

```
بتاريخ الإنشاء يوم 
15
 
جويلية
 
[
بحاجة لمصدر
]
:
```

الأعضاء الحاضرون
- بوغيدة جلول (رئيس الفريق)
- رشيد بودربال (نائب الرئيس)
- فرحات خميسة (مندوب لدى الاتحادية)
- حاج كمال (سكرتير الفريق)
- شابري سيد أحمد
- مراد مسعود
- شعار علي
- بن شريف عبد القادر
- بوروبي مرزاق
- بوبكر قدور
- بوخديمي محمد
- تركي سيدعلي
- حمودة محمد

الأعضاء الغائبون
- بن سعيدان عبد القادر
- بوبكر محمد
- دكار محي الدين
- مراكشي موسى
- حمداش محمد
- بوهلال خليفة
- كاوة جمال
- بوهلال بوعلام

الرؤساء الشرفيون
- امحمد يوسفي
- مرزوقي محمد
- عثمان بلوزداد
- أحمد مهساس
- سيد أحمد بودة
- نفيل سعيد
- زبير بوعجاج

### البداية
شباب بلوزداد أو (شباب بلكور سابقاً) وليد الاستقلال فريق جزائري وقد ضم في صفوفه خيرة اللاعبين الجزائريين. ففي الستينات كان الفريق الوطني يضم حوالي 10 لاعبين من الشباب ومن بينهم حسان لالماس واحد من أحسن لاعبي الجزائر لكل الأوقات.[بحاجة لمصدر]

### النشأة
بعد الاستقلال ونيل الحرية انبثق شعاع هذا الفريق الذي كان نتيجة دمج الفريقين الذين يمتلان شارع ليون سابقا (و هو شارع بلوزداد حاليا) فتجند أبناء هذا الحي من أجل جمع الموال وراح تجار الحي الأغنياء آنذاك أمثال خميسة وبوهلال وبوقيدة وغيرهم يقدمون التبرعات من أجل تكوين فريق، كبير.[بحاجة لمصدر]

### الموسم الأول كان من أجل التأقلم
وتحت اشراف المدرب يحيى سعدي وبعد مفتاح ورئاسة بوقيده جلول كانت الانطلاقة مع أول بطولة لكرة القدم للجزائر المستقلة 1962/1963.ضمن مجموعة ضمت نادي بولوغين وبوسماعيل شرشال وحجوط بحيث اكتفى بالتنافس على تأشيرة المشاركة في البطولة الوسط للموسم الموالي المرحلة الثانية.
وبعد تجميع المبلغ شرع المسيرون في عملية جمع الاعبين النادرين ونجحو في جلب خيره لاعبين ذلك الجيل مثل الحارس ناسو وعمار (عين البنيان) وزيتوني (نادي باريس) مدني وجمعه (ا العاصمة) زرار (حمام الانف تونس) كالم (ا حسين داي) كوسيم (و. سطيف) والثنائي عاشوري ولالماس من أولمبي العناصر.
فقد تدعم في ذلك الوقت بخيرة اللاعبين في موسم1965/1964 والبداية كانت متواضعة في أول موسم مع عدة انهزامات أمام مولودية وهران (3-2) وباتنة (1-0) ومولودية قسنطينة(1-0) مولودية سعيدة (2-1) ومولودية الجزائر (1-2)

### الانطلاقة
فكان موسم 64/65 انطلاقة متواضعة بعدة انتصارات امام وهران وباتنة وقسنطينة وجاءت الجولة 14 لتحقق انتفاضة الشباب فحققوا الفوز امام الجمعية الوهرانية وبعد ذلك احرزوا 9 انتصارات متتالية قفزت بهم من مؤخرة الترتيب إلى الصدارة وسحقوا الموك ب (8-1) وترجي مستغانم ب (4-1) ونالوا أول بطولة في تاريخ هذا النادي وبهذا يكون أول نادي يحوز على البطولة بعد عامين فقط من تأسيسه.

### موسم 65/66
وكان موسم الظاهرة لبلوزداد وحقق انتصارات (16 انتصار) ونتائج عريضة فهزم البليدة 4-0 وفي ملعبها وبنفس النتيجة على الملاحة ونفس النتيجة امام وهران و5-2امام الموك وتالق الخط الهجومي بتسجيل 68 هدفًا بقيادة لالماس الذي سجل 18 هدف وعاشوري 13 بشنان 14 وكالا 8 وفازوا بالكأس على حساب رائد القبة ب3-1 وكان أول ثنائية في تاريخ الجزائر.

### موسم 67/68
```
رغم استفادة الفريق من خدمات صانع الألعاب 
أولمبي العناصر
 جلالي سالمي في 
موسم 1967-1968
 وكانت عدة عوامل وراء هذا التراجع من بينها مشاركة الفريق الوطني في دورة كأس أفريقيا باثيوبيا عام 1968 حيث كان يشكل الفريق جله من لاعب الشباب ولما عادو من 
اديسا بابا
 وجدو أنفسهم امام مجموعه من المباريات المتأخرة وكانوا مرهقين وقد كانت المقابلة التي تعثر فيها الشباب امام 
ترجي قالمة
 بملعب 20 اوت كافية للتحقيق اللقب فاكتفى بالمرتبة الثالثة في الترتيب العام وبفارق نقطة وحيدة عن البطل 
وفاق سطيف
.
```

### موسم 68/69
في موسم 1968-1969، عادت الآلة من جديد وسحقت النصرية ب 7-1 في الذهاب و5-2 في الإياب وحققوا الثنائية الثانية في هذا الموسم.

### موسم 69/70
ويُعد موسم 1969-1970 أحسن موسم لشباب، حيث سيطر فيه على البطولة بهزيمة واحدة امام مولودية وهران وكان ذلك متعمدا لكي لا تسقط المولودية إلى القسم الثاني وتحصلوا على الكأس امام اتحاد العاصمة والكأس المغاربية للأندية البطلة امام الصفاقسي وكان بإمكان الشباب احراز كأس أفريقيا للأندية البطلة لو واصل مشاركته في هذه المنافسةقالب:وفقا لمن التي دشنها بفوز عريض على على جان دارك السينغالي لكنه انسحب بأمر من الرئيس الراحل هواري بومدين وهذا بعد تهديدات السينغاليين في لقاء الذهاب في العناصر.[بحاجة لمصدر]

### موسم 70/71
في موسم 1970-1971، بدا الشباب غير جاهز للدفاع عن القابه فبعد 4 تعادلات وبعد الفوز المحقق على المولودية العاصمية عاد الامل ولكنه لم يستطع احراز اللقب وبعد خسارة الكأس امام شباب قسنطينة لم يكن من خيار امامه سوى الكأس المغاربية لإنقاذ الموسم وبعد مباراة كبيرة امام الترجي التونسي (3-2) والجيش الملكي (3-0) ومع أداء ابهر الجميع وجعل سمعة الفريق تتعدى حدود الوطن مما جعل جريدة ليكيب الفرنسية تخصص جزءا هاما لهذا الفريق الظاهرة.

### موسم 71/72
في موسم 1971-1972، أنهى خلاله شباب بلكور مرحلة الذهاب بطلا بعد سحق بلعباس (4-1) ثم تلمسان (7-0) وتيارت (8-3) ولكنه لم يواصل في العودة ولكن الشباب حقق الكأس المغاربية للمرة الثالثة على التوالي وكان نائب البطل وبفارق نقطتين فقط عن مولودية الجزائر.

### أول سقوط في تاريخ النادي والعودة السريعة
بعد تتويج الشباب بالكأس الرابعة في تاريخيه سنة 78 لم يتوج بعدها باي بطولة أو كأس طيلة هذه المدة (1978 إلى غاية 1995) وهذا رغم النتائج الجيدة التي حققها حيت كان يحتل المراتب الثانية والثالثة والرابعة في البطولة وكان موسم 87/88 اسوا موسم في تاريخ شباب بلكور.
وهذا بعد سقوطه للقسم الثاني لأول مرة منذ تأسيسه وتضييع كأس الجمهورية امام الجار اتحاد العاصمة في ضربات الترجيح وهذا رغم أنه كان أكبر مرشح لنيل بطولة على الورق حيث كان يضم احسن العناصر آنذاك على غرار ياحي وعماني ولعموري وخوجة وكبران وكوحيل ودمدوم وغيرهم ولكن لحسن الحظ ولوجود هذه التشكيلة لم يدم غيابه عن حضيرة الكبار فكان موسما واحدا كافيا ليعود إلى القسم الأول.
ورغم عودته بقي يحتل ذيل الترتيب ولعب على تفادي السقوط حتى جاء عام 1994 وبقيادة المدرب الراحل مراد عبد الوهاب احتل الشباب المرتبة الرابعة في البطولة مما اهله للمشاركة في الكأس العربية بالسعودية سنة 1995 بطولتين في موسمين 99/00 و00/01
فكانت البداية لعهد جديد وبتشكيلة جديدة من الشبان ورغم تغيير الرئيس (ذهاب لفقير ومجيئ سالمي) وتغيير الطاقم الفني كذلك بعودة الراحل مراد عبد الوهاب فعاد الشباب بفريق كبير مؤهل لتحقيق حلم الشباب امثال: بختي وباجي وعلى موسى وسطارة وبوطالب وطاليس وغيرهم.
فعمل الشباب على تطوير كرة القدم الجزائرية وقام بتدعيم هده التشكيلة كل موسم لاستكمال الخطة التكتيكية للمدرب وتحقيق الأهداف المسطرة من طرف الإدارة وفي هذا السياق تم جلب مزوار وبوكساسة. وجاء موسم 99/2000 لكي ينسي البلوزداديين معاناتهم ويشهد على تتويج الشباب بالبكولة الخامسة في تاريخه بعد 30 سنة من الانتظار والبطولة الأخيرة في القرن العشرين بالإضافة إلى تتويجه في نهائي كأس الرابطة للأندية للمحترفين في 19 مارس 2000 أمام مولودية وهران 3-0
```
وجاء 
موسم 2000/2001
 بتتويجه بالبطولة السادسة في تاريخه وللمرة الثانية على التوالي وهذا بعد التحاقه برائد البطولة اتحاد العاصمة وشبيبة القبائل قبل 7 جولات فقط من انتهاء الموسم ونال البطولة ب 62 نقطة وبفارق 7 نقاط عن ملاحقيه اتحاد العاصمة و10 نقاط عن شبيبة القبائل.
```

### السنوات السوداء
```
وبعد هذا الموسم بدا السقوط الحر للشباب وعلى الرغم من هذا الا انه تمكن من الوصول إلى نهائي 
كأس الجمهورية سنة 2003
 امام الجار اتحاد العاصمة حيث قدم مباراة جيدة لكنه لم يتمكن من الفوز بالكأس وكانت نتيجته اسوا موسمين في تاريخ الشباب 04/05 و04/05 وكذلك الموسم الماضي.
```

## هوية النادي

### شعارات النادي عبر التاريخ

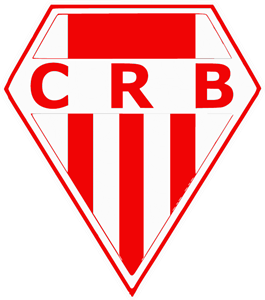
أول شعار في تاريخ النادي

## بطولات وإنجازات الفريق
| المستوى الوطني | المستوى الإقليمي | المستوى الدولي                                 |
| --- | --- | ---------------------------------------------- |
| - الرابطة المحترفة الأولى (10) - الفوز بالبطولة: 1965، 1966، 1969، 1970، 2000، 2001، 2020، 2021، 2022، 2023 - الوصيف: 1972، 1977، 1980، 1999، 2024 - كأس الجمهورية الجزائرية (9) - الفوز بالكأس: 1966، 1969، 1970، 1978، 1995، 2009، 2017، 2019، 2024 - الوصيف: 1988، 2003، 2012، 2024-25. - كأس السوبر الجزائري (2) - الفوز: 1995، 2019 - الوصيف: 2017 - كأس الرابطة الوطنية الجزائرية (1) - الفوز: 2000 | - الكأس المغاربية للأندية البطلة (3) - الفوز: 1970، 1971، 1972 - الوصيف: 1973 - كأس العرب للأندية الأبطال (0) - نصف النهائي: 1995 | - كأس الكؤوس الأفريقية (0) - نصف النهائي: 1996 |

## إحصائيات ومعلومات
- أكثر نادٍ جزائري فوزًا ب كأس الجزائر: 9 مرات.
- أول نادي جزائري أُسس بعد استقلال الجزائر عن فرنسا سنة 1962.
- أول نادي جزائري فاز بأول بطولة رسمية موسم 1964–1965.
- أول نادي جزائري فاز بالثنائية في موسم واحد (البطولة وكأس الجزائر) سنة 1966.
- أول نادي جزائري فاز بـالبطولة مرتين على التوالي موسمي 1965–1966 و1966–1967.
- أول نادي في تاريخ الجزائر المستقلة فاز ببطولة خارج الجزائر (الكأس المغاربية للأندية البطلة) موسم سنة 1970.
- أول نادي جزائري فاز بالثلاثية في موسم واحد (البطولة وكأس الجزائر والكأس المغاربية للأندية البطلة) سنة 1970.
- أول نادي جزائري فاز بـكأس الجزائر بعد إصلاحات 1978.
- أول نادي جزائري فاز بثنائية كأس الجزائر وكأس السوبر الجزائري سنة 1995.
- أول نادي جزائري فاز بأول بطولة محترفة موسم 1999–2000.
- أول نادي جزائري فاز بـالبطولة الوطنية في الألفية الجديدة موسم 1999–2000.
- أول نادي جزائري فاز ثلاث مرات ببطولتين متتاليتين عامي 1965 و1966 وعامي 1969 و1970 وعامي 2000 و2001.
- أول نادي فاز بالدوري المحلي ثلاث مرات على التوالي سنوات 2020 و2021 و2022
- أول نادي فاز بالدوري المحلي أربع مرات على التوالي سنوات 2020 و2021 و2022 و2023
- ثاني نادي يعلق النجمة المحلية لتتويجه بعشر بطولات بعد شبيبة القبائل كأول نادي (14 بطولة)
- أول وآخر نادي جزائري تحصل على عشر ألقاب خلال سبع سنوات.
- أول وآخر نادي جزائري زود المنتخب الجزائري بتسع لاعبين أساسيين (محمد عبروق، كمال لموي، أحمد زيتون، حسان جمعة، جيلالي سالمي، مصطفى دحلب، حسان لالماس، حسان عاشور ومختار كالام).
- النادي الجزائري الوحيد الذي زود المنتخب الجزائري بسبع لاعبين للمشاركة في مسابقة رسمية (كأس أمم إفريقيا 1968 بـإثيوبيا).
- أول نادي جزائري يفوز بـكأس الجزائر بعد الأشواط الإضافية سنة 1969.
- أول نادي جزائري يفوز بـكأس الجزائر بضربات الجزاء سنة 1978.
- أول نادي جزائري يشارك في مسابقة قارية (كأس إفريقيا للأندية البطلة) سنة 1970.
- النادي الجزائري الوحيد الذي فاز بـالكأس المغاربية للأندية البطلة.
- النادي المغاربي الوحيد الذي فاز بـالكأس المغاربية للأندية البطلة ثلاث مرات وثلاث مرات متتالية سنوات 1970، 1971 و1972.
- النادي الإفريقي الوحيد الذي فاز بعشر ألقاب بعد عشر سنوات من تأسيسه.
- النادي الجزائري الوحيد الذي فاز بعشر ألقاب في ثمان مواسم (من موسم 1964–1965 إلى موسم 1971–1972).
- النادي الجزائري الوحيد الذي فاز بالثنائية (البطولة والكأس) ثلاث مرات سنوات 1965، 1969 و1970.
- النادي الجزائري الوحيد (بجانب مولودية الجزائر) الذي فاز بثنائية البطولة وكأس الرابطة الوطنية.
- النادي الجزائري الوحيد (بجانب مولودية الجزائر واتحاد الجزائر) الذي فاز بثلاث ألقاب في موسم واحد.
- أكثر من لعب في القسم الأول (55 موسم بجانب مولودية وهران).
- النادي الجزائري الوحيد الذي تلقى هزيمة واحدة فقط في موسم واحد في كل المسابقات (البطولة وكأس الجزائر والكأس المغاربية للأندية البطلة وكأس إفريقيا للأندية البطلة) موسم 1969–1970.
- صاحب أكبر سلسلة لاهزيمة في تاريخ البطولة الجزائرية (23 مباراة بدون هزيمة موسم 1969–1970).
- صاحب أكبر سلسلة انتصارات في تاريخ البطولة الجزائرية (10 مباريات) مرتان موسم 1985–1986 وموسم 2000–2001.
- صاحب أكبر فوز عريض في نهائي كأس الجزائر (4–1 ضد اتحاد الجزائر سنة 1970).
- سجل أكبر عدد من الأهداف في نهائي كأس الجزائر (5–3 ضد اتحاد الجزائر سنة 1969).

## وصلات خارجية
- موقع لأنصار فريق الشباب
- موقع البطولة الوطنية الجزائرية لكرة القدم